# Veliko jezero (Treskavica)
Veliko jezero nalazi se u Bosni i Hercegovini i najveće jezero na planini Treskavici. Jezero je na nadmorskoj visini od 1.550 metara. Dužina jezera je oko 300 metara, širina oko 150 metara, a dubina oko 5 metara. Prilaz je otežan zbog postojanja minskih polja zaostalih iz proteklog rata. Iz jezera se napaja potok Hrasnica, pritok Željeznice.
Oko 50 metara od obale jezera se nalazi Planinska kuća "Treskavička jezera".
U blizini se nalazi i jezero Platno.